# Corona della regina di Norvegia

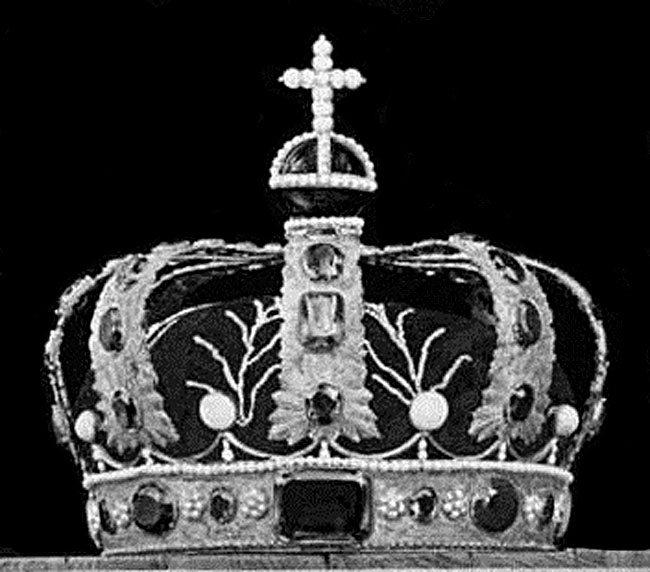
La corona

La corona della regina di Norvegia è stata realizzata nel 1830 per l'incoronazione della regina Desideria, la quale tuttavia non ebbe luogo, e venne perciò utilizzato per la prima volta nel 1860 per l'incoronazione della regina Luisa di Norvegia.
La corona è stata prodotta a Stoccolma, probabilmente dal gioielliere Marc Giron o da Erik Lundberg. Come modello ci si basò sulla corona della regina Luisa Ulrica di Prussia.
La corona è in oro e argento ed è decorata da gemme e perle multicolori, comprese ametiste, topazi e crisoprasi. Pesa circa 530 grammi.
Come gli altri gioielli della Corona norvegese è conservata presso la Cattedrale di Trondheim.